# Flachkopfkatze
Die Flachkopfkatze (Prionailurus planiceps) ist eine gestaltlich ziemlich abweichende wilde Katze Südostasiens, die nahe mit der Bengalkatze verwandt ist. Wegen ihrer Eigenheiten wurde sie gelegentlich einer eigenen Gattung Ictailurus zugeordnet.
Die Flachkopfkatze galt seit 1985 als ausgestorben, wurde aber in den 1990er Jahren wiederentdeckt. Der Bestand wird aber weiterhin nur auf wenige tausend Tiere geschätzt, deren Verbreitungsgebiet obendrein stark zersplittert ist. Aufgrund des stetigen Rückgangs ihres Lebensraums wird befürchtet, dass die Zahl der Flachkopfkatzen weiter zurückgehen wird.

## Merkmale

Flachkopfkatze, Nachtaufnahme aus Malaysia

Flachkopfkatzen sind deutlich kleiner als Hauskatzen: Ihre Kopf-Rumpf-Länge beträgt 45 cm, hinzu kommen 15 cm Schwanz. Das Körpergewicht liegt zwischen 1,5 und 2,5 kg. Charakteristisch sind ihre namengebende Kopfform, die kleinen, an den Kopfseiten sitzenden Ohren sowie die kurzen Beine. Hiermit und mit den überdimensional großen Augen wirkt sie nicht wie eine typische Katze.
Das Fell ist rotbraun. Da die Haare weiße Enden haben, scheint das Fell silbrig überhaucht zu sein. Eine Fleckenzeichnung auf dem Körper ist nur manchmal undeutlich sichtbar; immer vorhanden sind dagegen blasse Streifen, die am Kopf von den Augen zu den Ohren verlaufen. Zwischen den Zehen besitzt die Flachkopfkatze Schwimmhäute, die ihr die Jagd auf Fische und Krabben in Gewässern erleichtern.

## Lebensraum und Verbreitung

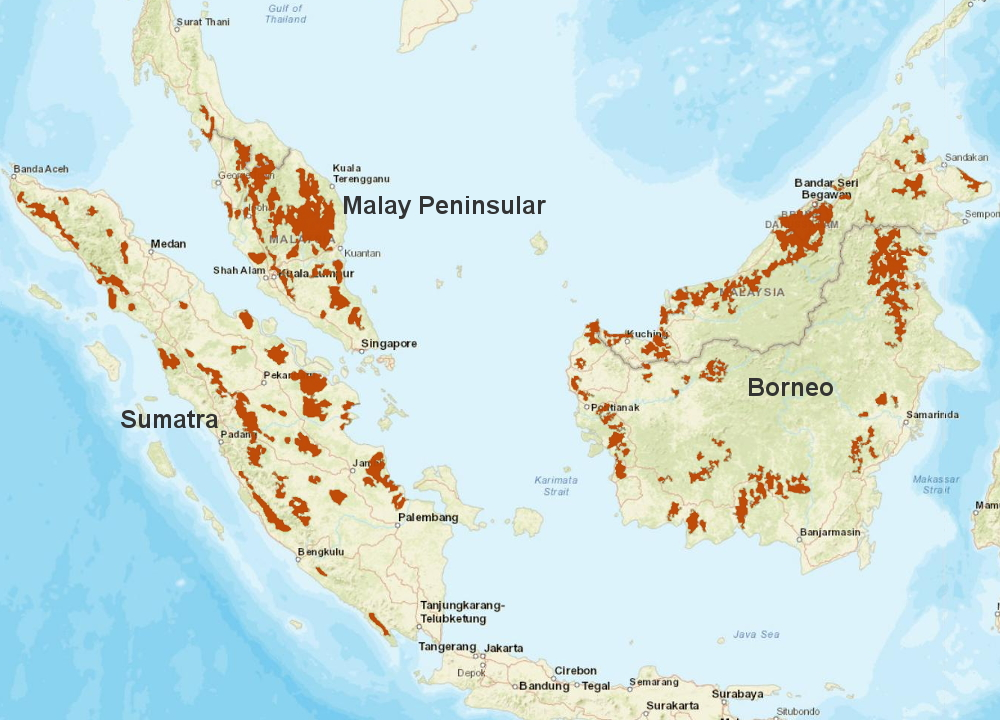
Verbreitung der Flachkopfkatze auf der Malaiischen Halbinsel, Borneo und Sumatra

Verbreitet war die Flachkopfkatze einst in Thailand und Malaysia sowie auf Sumatra und Borneo. Sie wurde 1985 für ausgestorben erklärt, aber in den 1990ern wiederentdeckt. Auf Sumatra sowie auf dem malaiischen Festland scheint sie heute noch in geringer Zahl heimisch zu sein, die IUCN schätzt die Gesamtpopulation auf etwa 2500 Tiere, wobei wahrscheinlich keine der Subpopulationen mehr als 250 Tiere umfasst. Die häufigsten aktuellen Nachweise stammen aus dem Gebiet des Kinabatangan-Flusses im Norden Borneos, wo die Tiere etwa im Kinabatangan-Wildreservat vorkommen.
Der Lebensraum der Flachkopfkatze ist der tropische Regenwald, wo die Flachkopfkatze bevorzugt in Sümpfen und entlang von Fluss- und Seeufern heimisch ist. Da diese Naturräume aber stark zurückgehen, weicht die Flachkopfkatze offenbar ins Hochland aus, wo die meisten Schutzzonen liegen. Dort findet sie zwar Rückzugsräume, jedoch nur einen bedingt geeigneten Lebensraum.

## Lebensweise
Wegen ihrer extremen Seltenheit ist die Flachkopfkatze wenig erforscht. Über ihre Lebensweise gibt es daher wenige und widersprüchliche Erkenntnisse. Vieles spricht für Parallelen zur Fischkatze, da auch die Flachkopfkatze eine an ein halbaquatisches Leben angepasste Morphologie hat. Demnach jagt sie im Wasser nach Fischen und Fröschen und an Land nach Mäusen und Vögeln. Angeblich ernährt sie sich auch von Früchten.

## Belege